# Pioniere (rivista)
Pioniere fu una rivista per ragazzi pubblicata in Italia negli anni cinquanta e sessanta.

## Storia editoriale
Negli anni quaranta venne edita dalla Edizioni Astrea per due anni la testata Il Moschettiere, una rivista per ragazzi di fumetti di produzione italiana e francese che poi cambiò nome, nel giugno 1947, in Il Pioniere dei Ragazzi che chiuse nell'agosto dello stesso anno dopo 7 numeri. La pubblicazione continuò nel 1948 come Noi Ragazzi, edita da UDI (Unione Donne Italiane) fino al 1950 con contenuti simili.
Nello stesso anno, venne quindi fondata una nuova testata, Pioniere, ideata negli ambienti della sinistra italiana come alternativa al Corriere dei Piccoli e a Il Vittorioso, e, oltre a fumetti e a rubriche varie, conteneva anche interventi di natura sociale e politica. Venne diretto da Dina Rinaldi e Gianni Rodari (che fu anche autore). comprendeva nel gruppo creativo Marcello Argilli e Gianni Rodari. Esordì nel 1950 grazie a Carlo Pagliarini che fu il primo presidente dell'Associazione Pionieri d'Italia (associazione che organizzava i ragazzi tra gli 8 e i 13 anni) che fu l'editore della rivista.
Parteciparono alla realizzazione di questi giornali e fumetti per ragazzi importanti intellettuali della cultura italiana, tra cui Ada Gobetti, Amedeo Gigli, Alfonso Gatto, Giulia Mafai, Clario Onesti, Fernanda Macciocchi, Gabriella Parca, Luisa e Mario Sturani, Graziella Urbinati, Raoul Verdini, Renata Viganò, Alfredo Zennaro, Marcello Argilli, Pino Zac, Franco Migliacci, Eliana Giorli La Rosa e altri.
La testata venne pubblicata fino al 1962. Le pubblicazioni ripresero dal 1963 al 1966 come Il Pioniere dell'Unità edito come supplemento del giovedì de L'Unità e, nel 1967, venne riproposta come inserto della rivista Noi Donne edita da UDI fino al 1970 col nome Pioniere Noi Donne.
Il Comitato Ricerche Associazione Pionieri, ha data via alla ricerca e alla digitalizzazione degli albi non più protetti da diritto d'autore.

## Personaggi

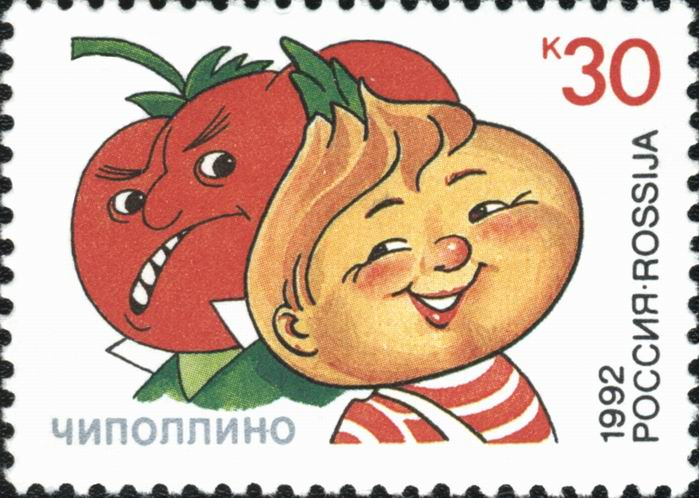
Cipollino e il cavalier Pomodoro in un francobollo russo del 1992

Pubblicò serie a fumetti di produzione italiana e francese come Chiodino, un personaggio esordito nel 1953 e pubblicato fino alla chiusura e del quale vennero pubblicati negli anni anche libri come Le avventure di Chiodino, Cipollino, ideato da Rodari, protagonista di una serie di vignette che divenne uno dei personaggi principali della testata e protagonista poi anche di una trasposizione letteraria nel romanzo Le avventure di Cipollino scritta dallo stesso Rodari; il personaggio ebbe successo anche in Russia e in altri paesi dell'area comunista dell'est Europa; venne pubblicato anche in Cina. Altri personaggi furono Coccodella e Chicchiricchio, pubblicati regolarmente fino al 1956, Pif, personaggio di produzione francese, Atomino, pubblicato per la prima volta nel I l Pioniere del Giovedì, supplemento de l'Unità nel 1963, e successivamente anche nel Pioniere supplemento Noi Donne e che venne pubblicato anche nella Repubblica Democratica Tedesca dal 1964. Furono pubblicati negli anni anche libri, quali Sei storie di Atomino e Atomino, Aquila Bianca, esordito nel 1960, fu un personaggio che si proponeva di raccontare la storia dal punto di vista dei nativi americani.
Le tavole più note furono di provenienza francese, tradotte in italiano, già pubblicate sul giornale francese per ragazzi Vaillant. Il Pioniere ha avuto il merito di far conoscere in Italia i seguenti fumetti di produzione francese a puntate: I pionieri della speranza, Pif, Nasdine Hodja, Bob Mallard, , Davy Crockett, Robin Hood, Ragnar il vichingo e Placido e Musetto.
Nella Repubblica Democratica Tedesca la rivista FRÖSI, tra il 1956 e il 1968, portò nelle edicole alcuni personaggi di fumetti italiani tradotti in lingua tedesca. Le tavole furono quelle di Atomino e Chiodino. Alcuni fumetti furono realizzati anche dall'illustratore Tedesco Jürgen Kieser.